# یواس‌اس کانستلیشن (۱۷۹۷)
یواس‌اس کانستلیشن (۱۷۹۷( (به انگلیسی: USS Constellation (1797)) یک کشتی بود که طول آن ۱۶۴ فوت (۵۰ متر) بود. این کشتی در سال ۱۷۹۷ ساخته شد.